# Obitelj Mitchell protiv strojeva
Obitelj Mitchell protiv strojeva (engl. The Mitchells vs. the Machines) je američki animirani film iz 2021. godine, kojeg je producirao Sony Pictures Animation.
Obitelj Mitchell protiv strojeva otkazali su svoje kazališno izdanje zbog pandemije COVID-19. Film je prodan Netflixu, digitalno je objavljen na streaming usluzi 30. travnja 2021.

## Sažetak
Njihovo putovanje u prirodu zaustavi apokalipsa s robotima. Sudbina ljudske rase sada je u rukama Mitchella, najčudnije obitelji na svijetu.

## Sinkronizacija
- Obrada: Livada Produkcija
- Režija i prijevod: Ivan Leo Lemo
- Majstor zvuka: Neven Marinac
- Mikser zvuka: Goran Kuretić
- Voditelj projekta: Denin Serdarević
- Operativna upraviteljica: Jelena Kuljančić
- Godina sinkronizacije: 2021.

## Glumačka postava
- Katie Mitchell - Mateja Majerle
- Rick Mitchell - Goran Malus
- Aaron Mitchell - Luka Bulović
- Linda Mitchell - Bojana Gregorić
- Pal - Jelena Miholjević
- Dr. Mark Bowman - Hrvoje Klobučar
- Eric - Marko Makovičić
- Deborahbot 5000 - Zoran Pribičević

## Dodatna glumačka postava
- Alen Šalinović
- Ana Ćapalija
- Boris Barberić
- Dražen Bratulić
- Daniel Dizdar
- Jasna Luna Lozić
- Mia Krajcar
- Monika Berberović
- Nikola Marjanović
- Rajana Radosavljev
- Rina Serdarević
- Vinko Štefanac
- Goran Vrbanić